# Свети Димитър (Знаменосец)
Вижте пояснителната страница за други значения на Свети Димитър.
„Свети великомъченик Димитър“ е православна църква в село Знаменосец, община Раднево, България.

## История
Църквата е построена в 1830 – 1831 година в центъра на селото на мястото на изгорял храм. По предание строителите са от Одрин.

## Архитектура
В архитектурно отношение е масивно изграден трикорабен храм без притвор и нартекс. Трите кораба са разделени с каменни колони и те са засводени с балдахинови сводове. На запад върху допълнителни колони има женска църква. Парапетът ѝ прави кобилична крива. Рамките около вратите и прозорците са украсени с красиви каменни релефи. На изток има една полукръгла широка апсида и малки ниши за протезис и диаконикон. Църквата е добре осветена и в олтара, където има да широки прозореца. Входовете са два – от запад и от юг. От юг и запад вероятно в миналото е имало отворена аркада.
Иконите в църквата са изписани от дебърския майстор Христо Благоеви.